# Anales de los últimos Han
Anales de los últimos Han o Hou Hanji (後漢紀) es un libro de historia china de la Dinastía Han Oriental. Fue escrito por Yuan Hong (328 - 376) durante la dinastía Jin (265-420). Yuan empleó ocho años en completar sus Anales. Los anales contienen 30 libros con unos 210 000 caracteres chinos. Abarcan desde las revueltas de los campesinos de los últimos años de Wang Mang hasta los años en que Cao Pi, y Liu Bei se convirtieron en emperadores; por lo tanto, cubren aproximadamente 200 años. Los anales fueron escritos 50 años antes que el Libro de los últimos Han de Fan Ye (historiador), y es uno de los dos libros de historia de la dinastía Han oriental que se conservan.

## Contenido
- Libro 1 光武皇帝 Emperador Liu Xiu
- Libro 2 光武皇帝
- Libro 3 光武皇帝
- Libro 4 光武皇帝
- Libro 5 光武皇帝
- Libro 6 光武皇帝
- Libro 7 光武皇帝
- Libro 8 光武皇帝
- Libro 9  孝明皇帝 (1/2) Emperador Ming de Han
- Libro 10 孝明皇帝 (2/2)
- Libro 11 孝章皇帝 (1/2) Emperador Zhang de Han
- Libro 12 孝章皇帝 (2/2)
- Libro 13 孝和皇帝 (1/2) Emperador He de Han
- Libro 14 孝和皇帝 (2/2)
- Libro 15 孝殤皇帝  Emperador Shang de Han
- Libro 16 孝安皇帝 (1/2) Emperador An de Han
- Libro 17 孝安皇帝 (2/2)
- Libro 18 孝順皇帝 (1/2) Emperador Shun de Han
- Libro 19 孝順皇帝 (2/2)
- Libro 20 孝質皇帝  Emperador Zhi de Han
- Libro 21 孝桓皇帝 (1/2) Emperador Huan de Han
- Libro 22 孝桓皇帝 (2/2)
- Libro 23 孝靈皇帝 (1/3) Emperador Ling de Han
- Libro 24 孝靈皇帝 (2/3)
- Libro 25 孝靈皇帝 (3/3)
- Libro 26 孝獻皇帝  Emperador Xian de Han
- Libro 27 孝獻皇帝
- Libro 28 孝獻皇帝
- Libro 29 孝獻皇帝
- Libro 30 孝獻皇帝

- Datos: Q4767881
- Multimedia: 後漢紀 / Q4767881